# 泗里街市镇国中
泗里街市镇国中是一所位于马来西亚砂拉越州泗里街的公立中学。2009年，该校有学生1,322人，其中男生652人，女生670人，教师106人。

## 历史
该学校最初称为泗里街镇官立中学，建在一块从当时的卫理公会中学租用的10.6英亩（4.3 公顷）土地。第一任校长是黄光顺。
1979年，学校搬入永久场地，并于1982年4月14日由时任马来西亚首相马哈迪·莫哈末主持落成典礼。
1985年12月3日，该校的家长教师会成立。